# Pallieter

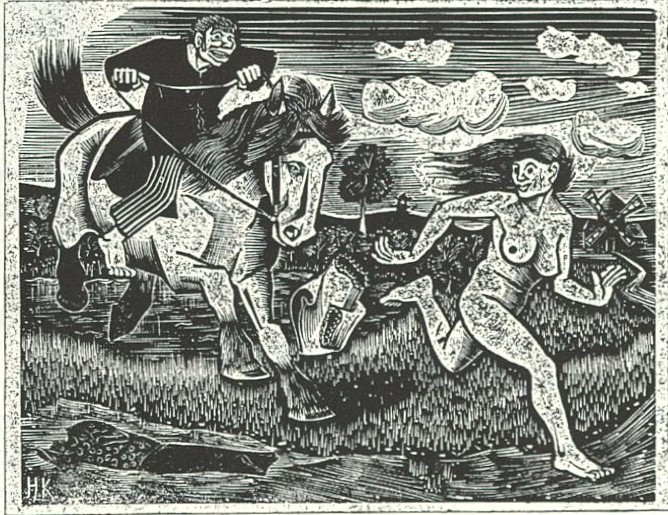
Heinz Kiwitz: Pallieter verfolgt Mariechen (1930)

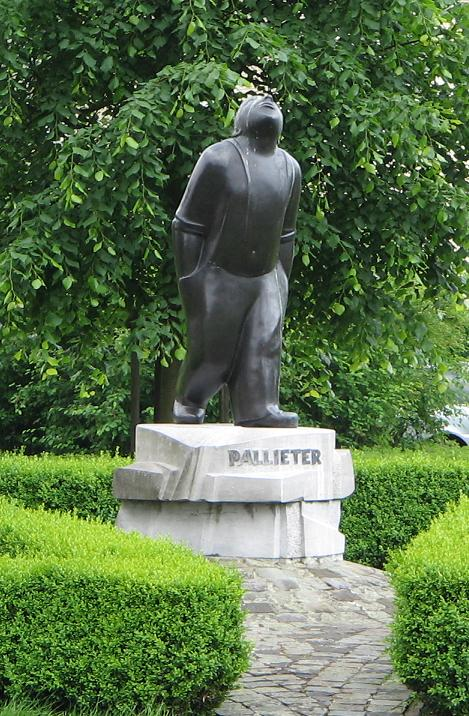
Pallieter-Plastik von Jan Alfons Keustermans in Lier, Bronze (1986)

Pallieter ist die Hauptperson des gleichnamigen Romans des Schriftstellers Felix Timmermans von 1916. In seinem Roman, der als Ode an das Leben interpretiert werden kann, erzählt der flämische Autor die Geschichte des „Lebensgenießers“ Pallieter. Obwohl dies nicht in Timmermans’ Sinn war, wurde die Figur zum Symbol für das flämische Volk.
Pallieter wurde in mehr als 40 Sprachen übersetzt. Die römisch-katholische Kirche hatte zuvor Timmermans gezwungen, die sexuell angehauchten Passagen umzuschreiben. Erst 1966 wurde die unzensierte Version des Buches veröffentlicht.

## Inhalt
Bei dem Werk handelt es sich um einen Entwicklungsroman, dessen Protagonist Pallieter in unglücklicher Liebe einer jungen Frau verfällt. Die Begegnung erschüttert sein Weltbild und bereitet ihm herbe Enttäuschungen. Er beschließt, der Stadt und den Menschen den Rücken zu kehren, und zieht sich in die Natur zurück. Nach und nach beginnt er, als ein „Tagemelker“ das Leben auszukosten. Er empfindet jeden Tag als Geschenk Gottes. Diese geistige Wandlung des jungen Mannes macht den Roman schlussendlich zu einer Liebeserklärung an die schönen Seiten des Lebens.

## Adaptionen
Nach dem Drehbuch von Hugo Claus und unter Regie von Roland Verhavert entstand 1976 eine Filmfassung, mit Eddie Brugman als Pallieter, Sylvia de Leur und Jacqueline Rommerts. 1997, im 50. Todesjahr  Timmermans’, wurde in Lier, der Heimatstadt des Autors, ein Pallieter-Musical aufgeführt.

## Ausgaben (Auswahl)
- Pallieter (Tekeningen van de auteur). P. N. van Kampen & Zoon, Amsterdam 1916 (Flämisch)
- Pallieter. (Mit Zeichnungen des Dichters, übertragen aus dem Flämischen von Anna Valeton-Hoos). Insel-Verlag, Leipzig 1921 (deutsche Erstausgabe)
- Pallieter. Mit Zeichnungen des Dichters (Jubiläumsausgabe Erster Band). Übertragen aus dem Flämischen von Anna Valeton-Hoos, Insel-Verlag Frankfurt am Main 1986. ISBN 3-458-14509-5